# Ислам на Мальдивах
Ислам на Мальдивах является государственной религией. Согласно Конституции Мальдив, гражданами этой страны могут быть только мусульмане. До XII века на Мальдивах был распространён буддизм. Первые мусульманские проповедники появились в 1153 году. Сегодня практически всё коренное население островов составляют мусульмане-сунниты.
В законодательстве Мальдив высоко влияние традиционного исламского права (шариата). Президент Мальдив воплощает собой верховную власть, защищаемую и освящённую шариатом. Все дети учат арабский алфавит, для того, чтобы в будущем они смогли читать Коран.
На большинстве обитаемых островов имеется по несколько мечетей, которые являются центрами религиозной жизни. В столице Мальдив городе Мале имеется более тридцати мечетей. По пятницам мусульмане посещают джума-мечети, поэтому магазины и офисы в городах и деревнях с 11 часов до 12:30 закрываются. Большинство мечетей построены из кораллового камня с крышами из рифлёного железа или соломы. В 1984 году в Мале был построен Исламский центр при финансовой поддержке со стороны государств Персидского залива, Пакистана, Брунея и Малайзии. На некоторых островах имеются женские мечети. В 1991 году на Мальдивских островах было в общей сложности 725 мечетей и 266 женских мечетей. На некоторых курортах в спальнях есть стрелка, которая показывает направление на Мекку (киблу).
Большинство магазинов и офисов закрываются в течение пятнадцати минут после каждого призыва на молитву (азана), также прекращает свою работу телевидение. В течение всего мусульманского месяца Рамадан кафе и рестораны закрыты в светлое время суток. В стране запрещена продажа и употребление свинины и алкоголя. Исключение составляют зона магазинов беспошлинной торговли в аэропорту и курортные зоны.